# Internationaal Archief voor de Vrouwenbeweging
Het Internationaal Archief voor de Vrouwenbeweging werd op 3 december 1935 opgericht  door Rosa Manus, Johanna Naber en Willemijn Posthumus-van der Goot in Amsterdam. Deze drie feministes van het eerste uur legden de basis voor een archief en bibliotheek om het erfgoed  van vrouwen te verzamelen en te bewaren. Ook wilden zij wetenschappelijk onderzoek over de positie van de vrouw stimuleren. Atria, kennisinstituut voor emancipatie en vrouwengeschiedenis te Amsterdam is de rechtsopvolger en beheert het archief. 

## Geschiedenis
Het begin van de collectie was het archief van Aletta Jacobs, de eerste vrouwelijke arts in Nederland en een van de belangrijkste voorvechtsters van het vrouwenkiesrecht. Dit archief werd geschonken door Rosa Manus. Zij werd lang gezien als de secretaresse van Aletta Jacobs, maar inmiddels is bekend dat zij een prominente rol heeft gespeeld in de internationale bewegingen voor vrouwenkiesrecht en in de strijd van vrouwen voor wereldvrede. Eind jaren '30 werkte Maria Bouwmeester als vrijwilligster bij het archief, waaraan ze haar verzameling met knipsels over honderden beroemde vrouwen schonk.
Aan het begin van de Tweede Wereldoorlog werd de leeszaal van de bibliotheek gesloten en werden archief en bibliotheek door de Duitse bezetter geconfisqueerd en naar Duitsland overgebracht. Na de oorlog bleek een groot deel van de collectie zoek. Het duurde tot begin jaren 90 voordat een journalist van het NRC bij toeval een deel van het archief aantrof in een groot archief in Moskou. Na lang onderhandelen gaf Rusland een deel in mei 2003 aan de rechtmatige eigenaren terug. Een beschrijving van wat in 2003 aan het vrouweninstituut werd geretourneerd is terug te vinden op de website van Atria.